# Métro de Brescia
Le métro de Brescia est un moyen de transport en commun desservant la ville de Brescia, dans le Nord de l'Italie. C'est la deuxième ville la moins peuplée dans le monde disposant d'un métro, après Lausanne. Sa mise en service, retardée à plusieurs reprises, a eu lieu le 2 mars 2013. Un premier tronçon comprend 13,7 km et 17 stations, dont 13 souterraines. Il s'agit d'un métro à conduite automatique AnsaldoBreda Driverless équipé de rames fournies par le constructeur italien AnsaldoBreda.

## Historique

### Un projet long à mettre en œuvre
Le premier projet de métro à Brescia signalé dans la presse locale date de fin 1986. La presse indique que la première ligne aurait 12 km et 20 stations. L'étude de faisabilité porte par la suite sur deux lignes de métro automatique, la première de 11 km avec 16 stations, qui serait opérationnel en 1992, la seconde de 8,5 km avec 11 stations. Quatre groupements d'entreprise se positionnent pour le projet : Transfima avec la société française Matra, Ansaldo Transport avec la société canadienne UTDC, Socimi avec la société nord-américaine Westinghouse, Breda avec la société allemande AEG. Le projet ne se réalise pas car le financement n'est pas assuré, le projet dépassant les capacités financières de la ville.
En 1995, l’État italien soutient le projet en promettant une subvention de 165 milliards de lires pour un projet estimé à 1000 milliards de lires. Une fois encore le projet ne se réalise pas du fait des capacités financières de la ville.
Le projet se précise quelques années plus tard puisqu'un appel d'offres européen est lancé en avril 2000 pour la conception, construction, gestion technique, avec maintenance de sept ans d'une ligne de métro léger automatique (sans personnel à bord des trains et en gare) appelé Metrobus, long d'environ 18 km, dont environ 7 km sous terre, avec 23 stations, de moyenne capacité de transport (au moins 12 000 passagers par heure dans chaque sens, avec un intervalle ne dépassant pas 90 secondes, vitesse commerciale d'au moins 30 km/h). Le montant du marché est estimé à 1 130 milliard de lires (soit 583,6 millions d'euros).
Certains habitants estiment le projet excessivement cher pour une ville de 200 000 habitants. Le 24 mai 1998, un référendum consultatif a été organisé sur la construction de l'ouvrage, largement remporté par le non, sans atteindre le quorum nécessaire : seuls 61 000 habitants avaient voté sur 161 000 électeurs. Un deuxième référendum, organisé en 2001, n'a pas non plus atteint le quorum.
Au mois de septembre 2001 le Conseil municipal a décidé de modifier le tracé de la ligne et de construire la quasi-totalité de la ligne sous terre. Le 19 octobre 2001, échéance fixée pour la soumission des offres, seul le regroupement Ansaldo comprenant Breda et Astaldi Necso a présenté une offre technique/économique. La date initiale de remise des offres ayant été repoussée, c'est en mars 2002 que le consortium conduit par AnsaldoBreda est déclaré attributaire du contrat pour un montant de €586,5 millions. En septembre 2002, l’État annonce la suspension de son financement pour le métro.
En décembre 2002, le projet est revu à la baisse : la ligne de Prealpino à Santa Eufemia aura une longueur de 13,7 km, dont 4,2 km en tunnel couvert, 6 km en tunnel profond, 1,7 km au niveau du sol et 1,8 km sur viaduc et 17 stations dont cinq en tunnel couvert, huit en tunnel profond, deux au sol et deux en viaduc. En revanche le montant de  €587 millions est confirmé. Le coût moyen de la réalisation de l'ouvrage passe donc de 32,4 millions d'euro/km visés dans l'appel d'offres à 41 millions d'euros/km soit une hausse de plus de 26,5 %, ce qui suscite une question de droit de la concurrence posée à la Commission européenne.
L'État accepte finalement en décembre 2002 de subventionner le projet dont le coût total est couvert par une subvention de l’État de 244 millions d'euros, de la Région pour 72 millions d'euros et la Commune de Brescia pour 67 millions d'euros (par une contribution exceptionnelle à verser en 2006). Brescia Mobilità interviendra avec 67 millions d'euros. Les 137 millions d'euros restants doivent donc être demandés au marché financier, sous forme de capitaux d'emprunt. L'attributaire confirmé, le contrat est signé le 18 avril 2003. L'ouverture de la ligne était prévue pour juin 2009 pour un début des travaux en juin 2003.

### Une construction longue à réaliser
C'est Brescia Mobilità SpA, société détenue par l'administration communale pour la gestion des transports publics à Brescia qui fut responsable des travaux jusqu'en 2012, remplacée ensuite par Brescia Infrastrutture Srl, également détenue par l'administration municipale.
La pose de la première pierre aura lieu en novembre 2003. Avec des travaux estimés à 78 mois (72 pour les travaux, plus 6 mois pour les éventuels imprévus), l'inauguration de la ligne devait avoir lieu en mai 2010. Les travaux ne débutent toutefois qu'à l'été 2004. Début 2008, l'ouverture de la ligne est retardée à décembre 2012.

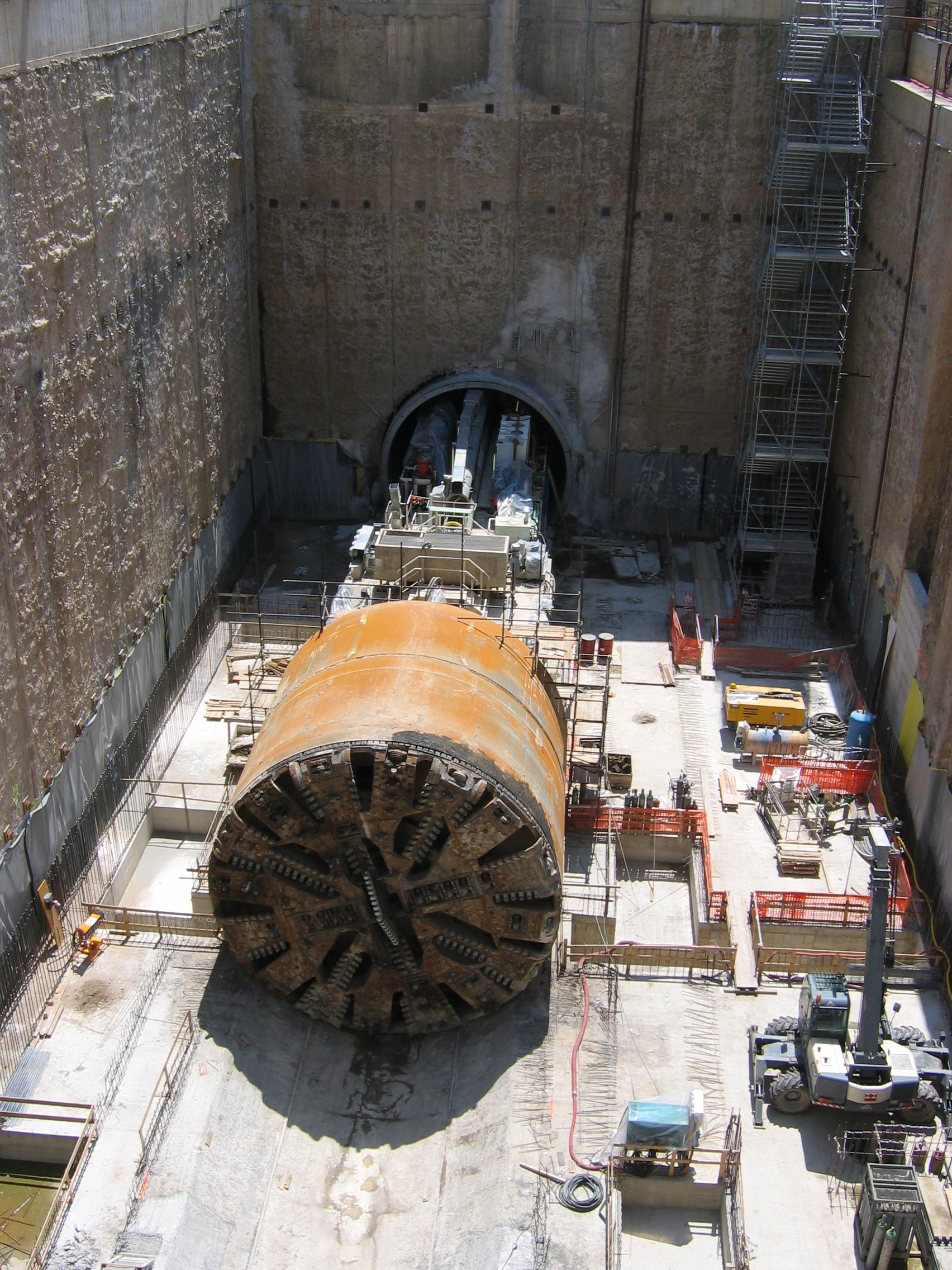
L'arrivée du tunnelier à la station Brescia Due (juin 2007).

L'excavation du tunnel profond, qui se trouve en moyenne à une profondeur de 25 m sous terre, a commencé en 2006 , à l'aide d'un tunnelier (TBM, communément appelé « taupe ») de la société allemande Herrenknecht.
Au cours des travaux, des problèmes de construction ont été rencontrés pour les deux stations situées dans le centre historique, où certaines découvertes archéologiques ont été faites lors du creusement, ainsi que lors du déplacement des réseaux. Pour la gare de Vittoria, sur le chantier des fondations une tour médiévale a été mise au jour, il a fallu procéder à la fouille « étendue », après avoir déplacé les objets découverts. Pour celle de San Faustino, où, pendant le déplacement des réseaux souterrains, des vestiges de murs vénitiens ont été découverts, le projet a dû être modifié, avec démolition partielle des murs, restaurations et consolidations partielles et création d'un plancher de verre permettant aux voyageurs de voir les découvertes.
Le premier tronçon de la ligne est finalement inaugurée le 2 mars 2013, avec 17 stations dont huit en tunnel profond, cinq en tunnel couvert, deux au niveau du sol et deux en viaduc et 13,7 km dont 6 km en tunnel profond creusé avec un tunnelier dans la partie centrale de la ligne, 4,7 km creusé en tranchée couverte, 1,3 km au niveau du sol et 1,7 km en aérien.
Les travaux, dont le coût final est estimé à environ 915 millions d'euros, furent financés par la commune de Brescia (pour 67 millions d'euros), par la Région Lombardie (73 millions), par Brescia Mobilità SpA (86 millions), par un prêt sur trente ans (240,3 millions couverts par des hypothèques) et par une subvention de l'Etat (292 millions). En mars 2012, le CIPE a alloué 71,6 millions d'euros. Un solde de 164 millions d'euros supplémentaires a été également levé.

## Les stations

### L'accès en station
Il fut décidé de ne pas installer de tourniquets pour laisser passer les vélos, qui peuvent prendre place dans les espaces réservés à l'intérieur des gares et être emmenés dans le train.
Outre la billetterie traditionnelle, les voyageurs peuvent utiliser depuis l'été 2020 une  technologie de payement par carte de crédit et de débit sans contact ou des appareils compatibles NFC avec des portefeuilles numériques. Ces nouveaux moyens font suite à un contrat de  l'exploitant avec la société par Conduent Transportation en  2019. Les  passagers peuvent également utiliser la billetterie par SMS grâce à une  application.

### Caractéristiques des stations
Les stations, dont la longueur est de 37 à 40 mètres, sont toutes équipées de portes palières, fabriquées par la société Knorr-Bremse.
- Prealpino
- Casazza
- Mompiano
- Europa
- Ospedale
- Marconi
- San Faustino
- Vittoria
- Stazione FS (directement relié à la gare)
- Bresciadue
- Lamarmora
- Volta
- Poliambulanza
- San Polo Parco
- San Polo
- Sanpolino
- Sant'Eufemia-Buffalora

## Équipements techniques
Le métro a fait l'objet d'un contrat clé-en-main accordé à la société Ansaldo, aujourd'hui Hitachi Rails STS, dont les principales technologies et sous-systèmes sont les véhicules sans conducteur équipés d'un système automatique de conduite (du type CBTC), les télécommunications (radio, annonces passagers, videosurveillance) , le système de supervision (SCADA : Supervision, Control And Data Acquisition), les portes palières, le réseau d'alimentation et de distribution électrique, le troisième rail, le poste de contrôle et de commande, le dépôt-garage atelier des véhicules.

### Matériel roulant
| Matériel                | Mis en service | Constructeur | Nombre de rame | Nombre de voiture par rame | Illustration                                                                |
| ----------------------- | -------------- | ------------ | -------------- | -------------------------- | --------------------------------------------------------------------------- |
| AnsaldoBreda Driverless | 2013           | AnsaldoBreda | 18             | 3                          | Train quittant la station Poliambulanza en direction du terminus Préalpino. |

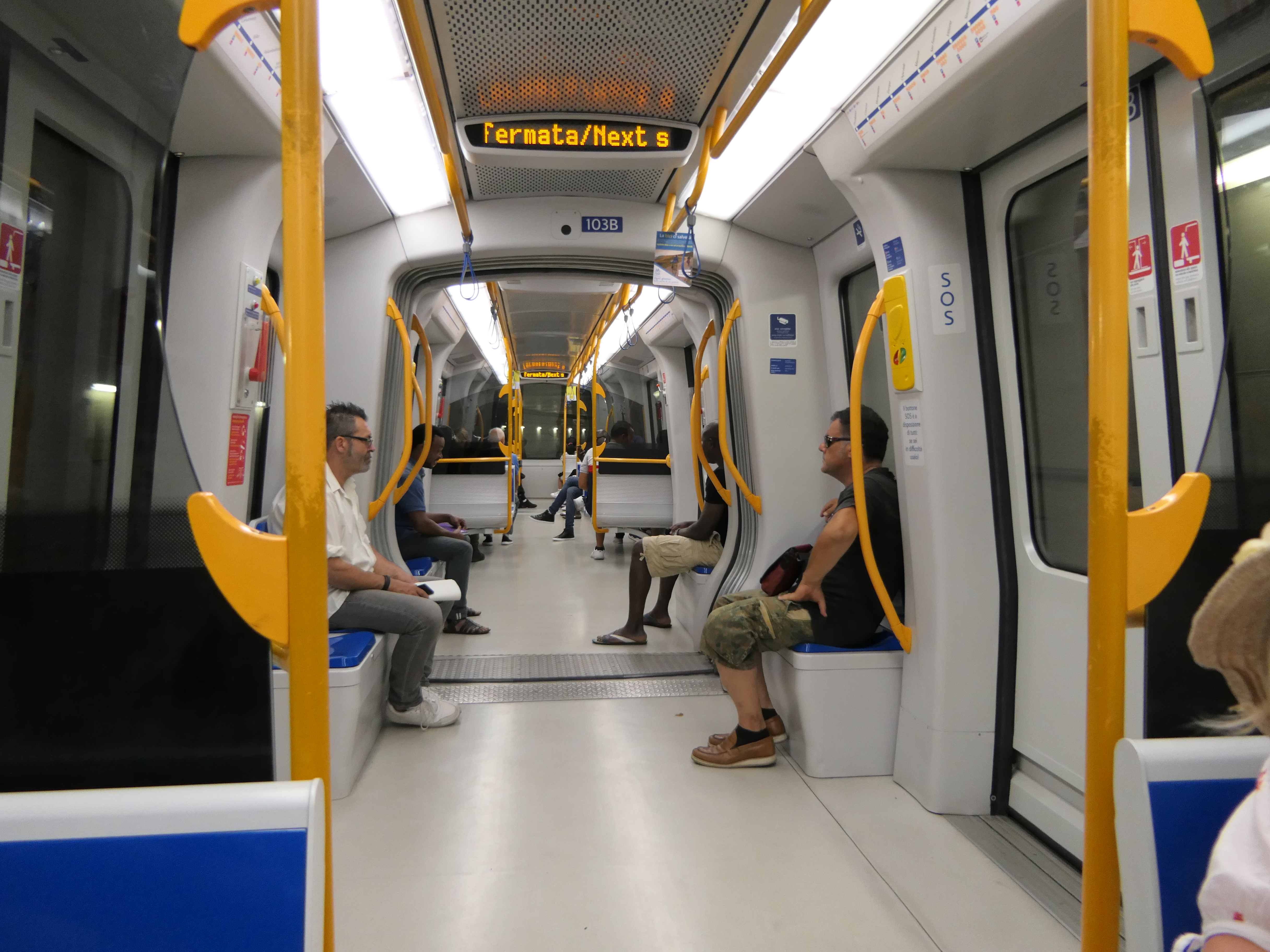
Intérieur d'une rame de métro.

La ligne est équipée de 18 rames de trois véhicules du type AnsaldoBreda. La vitesse maximale des trains est de 80 km/h. Ils sont alimentés en 750 Vcc par troisième rail.
Les trains, sans conducteur, peuvent circuler à intervalle de 90 secondes, ce qui permet une capacité de 12 300 passagers à l'heure et dans chaque sens (308 passagers par rame dont 72 places assises, avec un ratio de 4 passagers par m2).

### Courants forts (traction)
L'alimentation est distribuée avec redondance via un réseau primaire à 15 kVac aux quatre sous-stations de traction 2 MW - 750 Vcc. Le troisième rail est en aluminium et la barre conductrice en acier protégée par une gaine isolante.

### Courants faibles (signalisation et communications)
C'est la société Alcatel qui obtient en décembre 2014 le contrat pour le système de télécommunications du métro. Le projet couvre tous les besoins de communication d'un transport totalement automatisé. Alcatel a la responsabilité complète de la conception, de l'intégration, des essais et de la mise en service de l'ensemble, ainsi que de la supervision de son installation.

## Exploitation
| Fréquentation | Fréquentation | Fréquentation | Fréquentation | Fréquentation |
| ------------- | ------------- | ------------- | ------------- | ------------- |
| année         |               |               | passagers     |               |
| 2019          | 2019          |               | 18 710 631    |               |
| 2018          | 2018          |               | 18 087 917    |               |
| 2017          | 2017          |               | 17 398 544    |               |
| 2016          | 2016          |               | 17 012 157    |               |
| 2015          | 2015          |               | 16 091 401    |               |
| 2014          | 2014          |               | 15 166 491    |               |
| 2013          | 2013          |               | 12 004 317    | ¹             |

Le métro fonctionne de 5h00 à 0h00 toute la semaine - et le samedi jusqu'à 1h du matin - avec une augmentation de la fréquence de passage des voitures de huit/dix minutes aux premières heures de la journée à quatre minutes pendant les heures de pointe en semaine.
Seules 16 rames sont utilisées en heure de pointe, ce qui permet une capacité de 8 500 passagers par heure et par direction. Deux rames restent en réserve (en dépôt).
Le trajet s'effectue à la vitesse commerciale de 30 km/h, ce qui permet de réaliser un voyage entre les deux terminus en moins de 30 minutes.

## Projet d'extension
L'extension nord de 5,1 km de Préalpino à San Vigilio est estimé à 171,8 M € dont 36 M € pour l'achat de matériel roulant supplémentaire. Aucun calendrier n'a encore été fixé pour cette construction. En revanche le développement du réseau de tramway est en cours.